# Livistona
Livistona ist eine Palmengattung innerhalb der Familie der Palmengewächse (Arecaceae). Die Arten sind vorwiegend in Südostasien und Australien heimisch. Etliche Arten werden als Zierpflanzen verwendet. Aus den Blättern werden Dächer und Regenschirme gefertigt, aus den Fasern Seile und Tuch. Das Holz der Stämme wird ebenfalls genutzt.

## Beschreibung

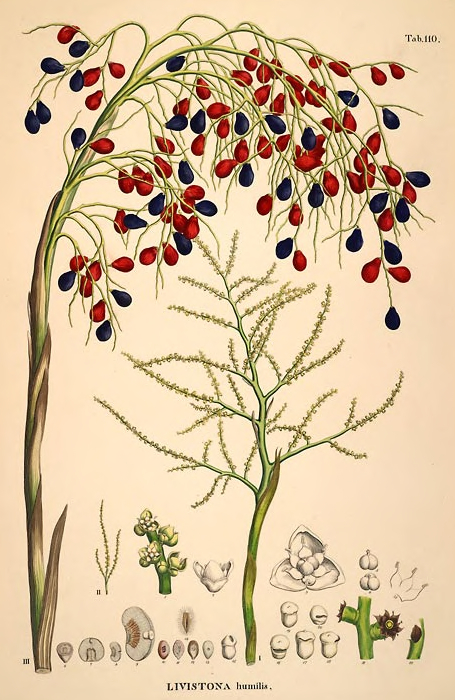
Illustration aus Livistona humilis Bauer in Martius Historia naturalis palmarum, Tafel 110 von Livistona humilis

### Erscheinungsbild
Die Livistona-Arten sind meist große, einzelstämmige Fächerpalmen. Es gibt aber auch einige zwergwüchsige Arten. Sie sind bewehrt oder unbewehrt. Der Stamm ist aufrecht und anfangs durch die dauerhaften Blattscheiden verdeckt. Später wird der Stamm kahl oder bleibt mit den Blattbasen bedeckt. Die Blattnarben sind ringförmig.

### Blätter
Die Blätter sind induplicat und fächerförmig (palmat) oder costapalmat. Sie verbleiben nach dem Absterben auf der Pflanze (Marzeszenz) oder fallen unter dem eigenen Gewicht ab. Manchmal bildet sich ein „Kleid“ aus toten Blättern aus. Die Blattscheide zerfällt in eine auffällige, häufig stoffartige rötlich-braune Masse von breiten und feinen Fasern. Der Blattstiel ist gut ausgebildet, an der Oberseite gefurcht oder flach, an der Unterseite rundlich oder eckig. An der Basis ist der Stiel manchmal erweitert oder auch zwiebelartig verdickt. Die Ränder des Blattstiels können mit unauffälligen bis massiven waagrechten Stacheln oder Zähnen besetzt sein. Die adaxiale Hastula ist deutlich ausgeprägt, die abaxiale kaum bis gar nicht.
Die Blattspreite ist entlang der adaxialen Rippen auf unterschiedliche Tiefe zerteilt, wodurch einfach gefaltete, seltener mehrfach gefaltete Segmente entstehen. Die Segmente sind entlang der abaxialen Falten auf kurze bis lange Distanz weiter geteilt. Die adaxialen Risse reichen selten fast bis zur Hastula oder der Costa, in diesem Fall sind die Segmente stets einfach gefaltet und sehr schmal. Die Segmente sind steif bis hängend. Entlang der Rippe sitzt zerstreut Behaarung, an der Unterseite befindet sich manchmal Wachs, noch seltener an beiden Blattseiten. Die Mittelrippen sind deutlich sichtbar.

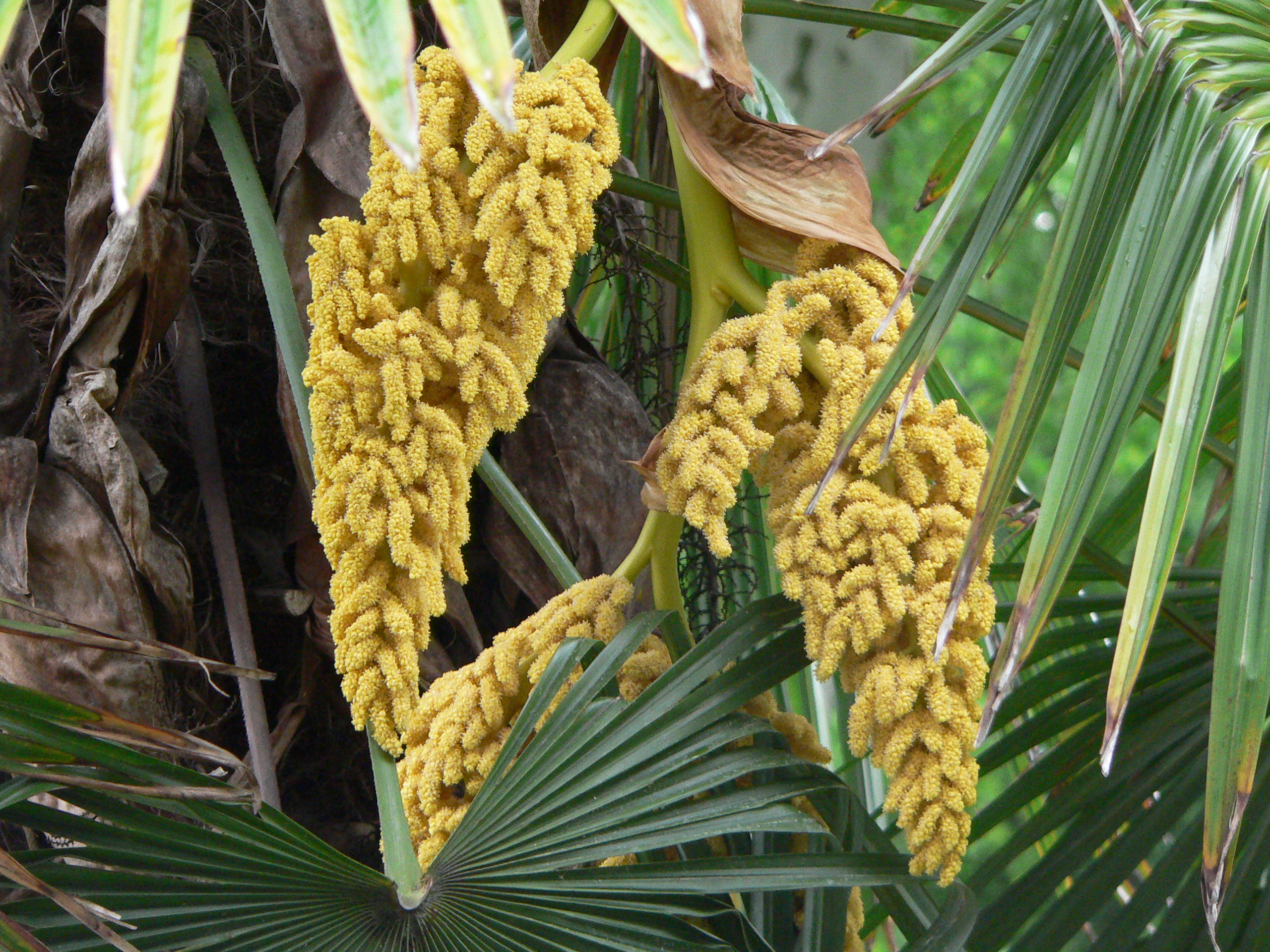
Blütenstand von Livistona chinensis

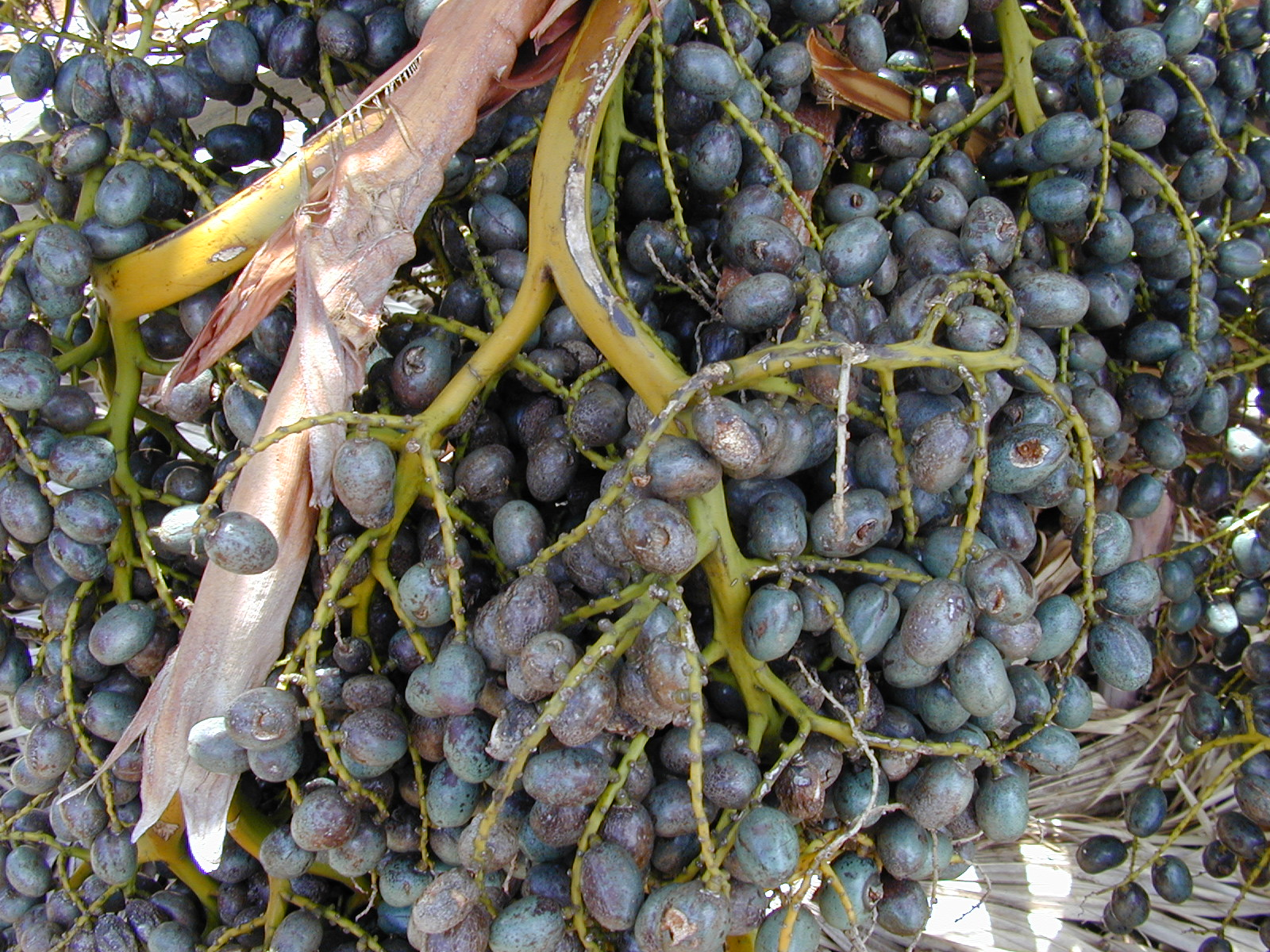
Fruchtstand von Livistona chinensis, Detail

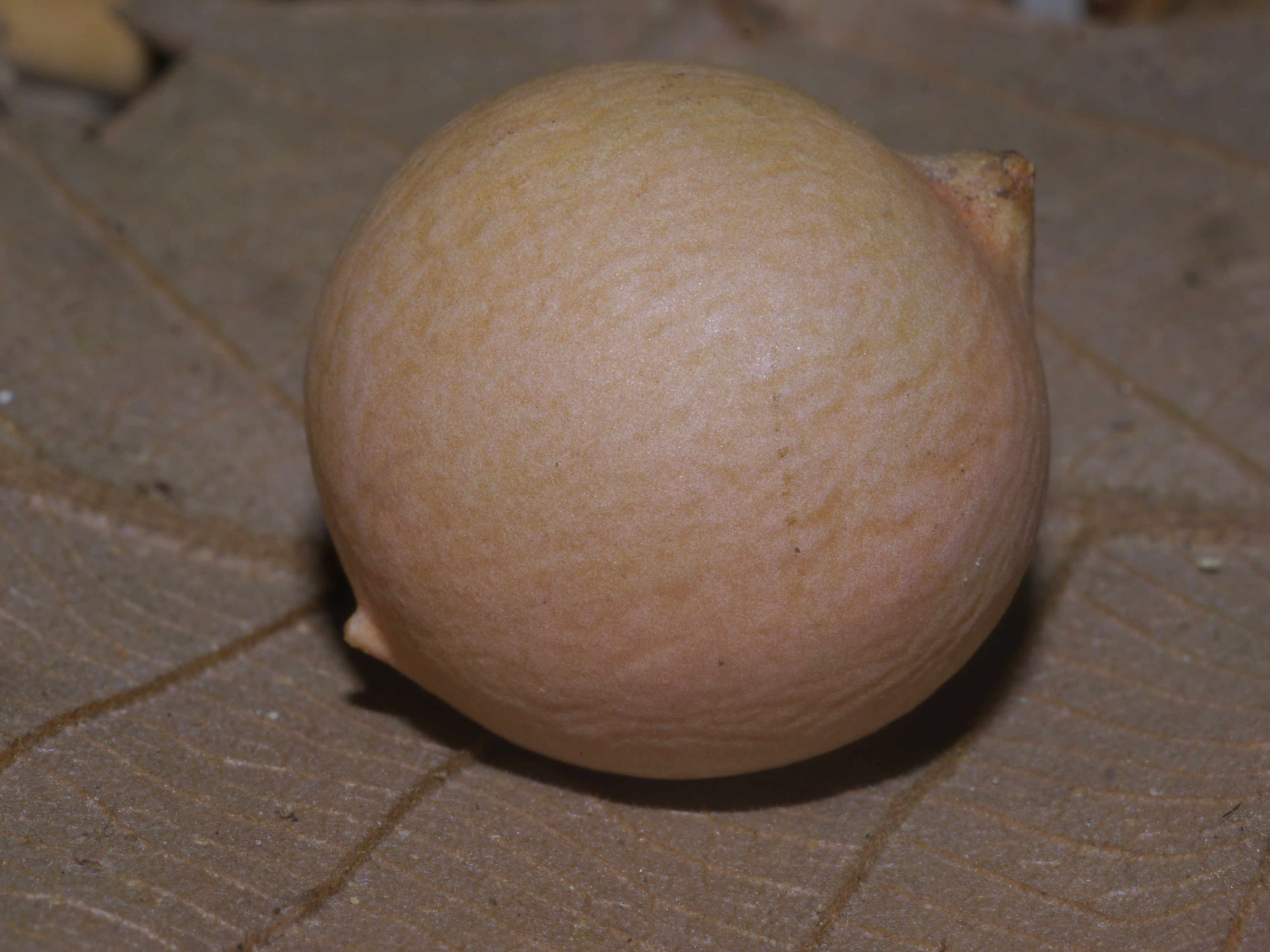
Samen von Livistona jenkinsiana

### Blütenstände
Die Livistona-Arten sind meist zwittrig, selten zweihäusig getrenntgeschlechtig (diözisch), immer jedoch mehrmals blühend.
Die Blütenstände stehen einzeln zwischen den Blättern (interfoliar) und sind bis zu fünffach verzweigt. Manchmal teilt sich der Blütenstand am Grund in drei Äste auf, sodass drei „Blütenstände“ in einem gemeinsamen Vorblatt stehen, wobei dann jeder Teil auch noch ein eigenes Vorblatt besitzt (etwa bei Livistona rotundifolia). Der Blütenstandsstiel ist lang. Das Vorblatt ist zweikielig, röhrig, mit eng anliegender Scheide, und kann mit verschiedenartiger Behaarung besetzt sein. Am Stiel sind ein bis wenige Hochblätter vorhanden. Diese sind röhrig und ähneln dem Vorblatt. Die Blütenstandsachse ist meist länger als der Stiel. Ihre Hochblätter sind unterschiedlich mit Indument behaart, jedes trägt einen Seitenzweig erster Ordnung. Die Hochblätter der Seitenachsen höherer Ordnung sind meist unauffällig. Die blütentragenden Achsen (Rachillae) sind aufrecht, hängend oder abstehend, kahl oder behaart, meist zahlreich. Sie tragen die Blüten in spiraliger Anordnung. Diese stehen einzeln oder in Wickeln von bis zu fünf Blüten. Sie sind sitzend oder stehen an niedrigen Erhebungen oder an schlanken Stielen. Jede Gruppe steht in der Achsel eines kleinen Hochblattes, jede Blüte besitzt eine winzige Brakteole.

### Blüten
Die Blüten der meisten Vertreter sind zwittrig. Sie sind klein bis sehr klein und meist cremefarben. Der Kelch bildet häufig mit dem Receptaculum einen kurzen, breiten Stiel. Der darüber liegende Teil des Kelches ist röhrig und endet schließlich in drei dreieckigen Zipfeln. Dies sind manchmal an der Basis imbricat. Die Krone ist flach, an der Basis röhrig, und endet in drei dreieckigen, valvaten Zipfeln. Die sechs Staubblätter stehen epipetal. Ihre Filamente sind miteinander verwachsen und bilden einen fleischigen Ring, auf dem kurze, schlanke, freie Filamente stehen. Die Antheren sind medifix, rundlich bis länglich und öffnen sich latrors. Das Gynoeceum besteht aus drei Fruchtblättern, diese sind keilförmig, im Bereich der Samenanlagen frei und im distalen Bereich verwachsen, sodass ein gemeinsamer, schlanker Griffel entsteht. An dessen Spitze steht eine punktförmige oder gering dreizipfelige Narbe. Die Samenanlage setzt basal an und ist anatrop.
Bei diözischen Arten fehlen entweder die Staubblätter oder das Gynoeceum. Ansonsten gleichen die Blüten den zwittrigen.
Der Pollen ist ellipsoidisch, bisymmetrisch, manchmal auch leicht asymmetrisch. Die Keimöffnung ist ein distaler Sulcus.

### Früchte und Samen
Die Früchte entwickeln sich meist aus nur einem Fruchtblatt. Sie sind kugelig bis eiförmig, birnenförmig oder ellipsoidisch; klein bis mittelgroß, und von unterschiedlicher Farbe: grün, scharlach, blaugrün, blauschwarz, schwarz oder dunkelbraun. Die Narbenreste stehen apikal, sterile Fruchtblätter basal. Das Exokarp ist glatt, stumpf oder glänzend, häufig mit einem Wachsüberzug. Das Mesokarp ist dünn oder dick, fleischig oder trocken, etwas faserig, und lässt sich meist leicht vom knochigen oder holzigen Endokarp ablösen. Der Samen ist ellipsoidisch oder kugelig, ist basal befestigt. Das Hilum ist kreisförmig oder eher länglich. Es gibt wenige oder keine Raphenäste. Das Endosperm ist homogen. Der Embryo sitzt lateral.

### Chromosomensätze
Die Chromosomenzahl beträgt 2n=36.

## Standorte
Die Arten besiedeln sehr unterschiedliche Standorte: Süßwasser und Sumpfwälder (Livistona saria), Bergwälder (Livistona tahanensis und jenkinsiana), Unterwuchs tropischer Regenwälder (Livistona exigua), trockene Savannen-Gehölze (Livistona humilis und lorophylla), Schluchtböden in Wüsten mit durchgehender Wasserversorgung (Livistona mariae und australis), und subtropische Wälder (etwa Livistona rotundifolia). Viele Arten wachsen in Gruppen.

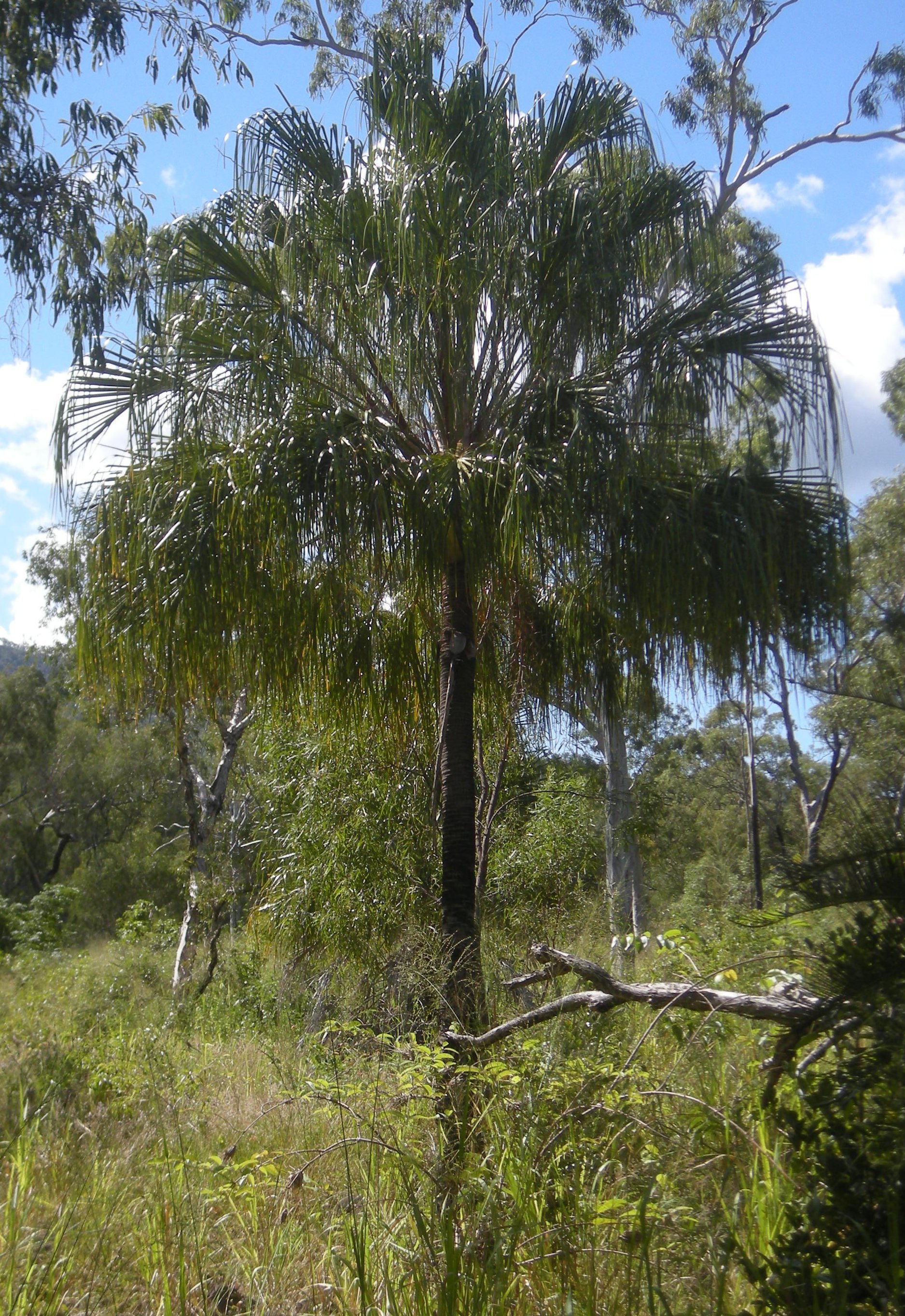
Livistona decora

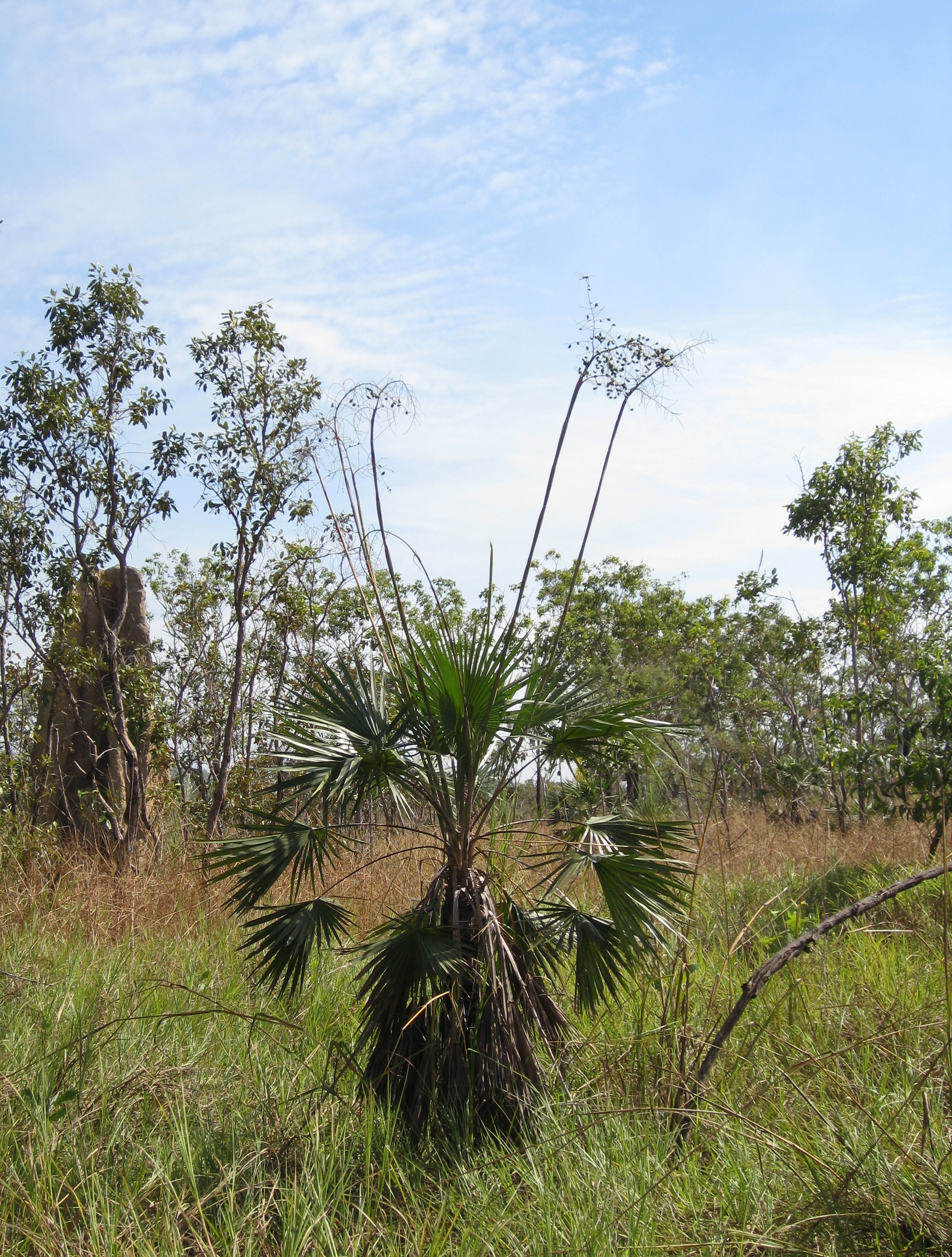
Livistona humilis im Litchfield-Nationalpark, Northern Territory, Australien

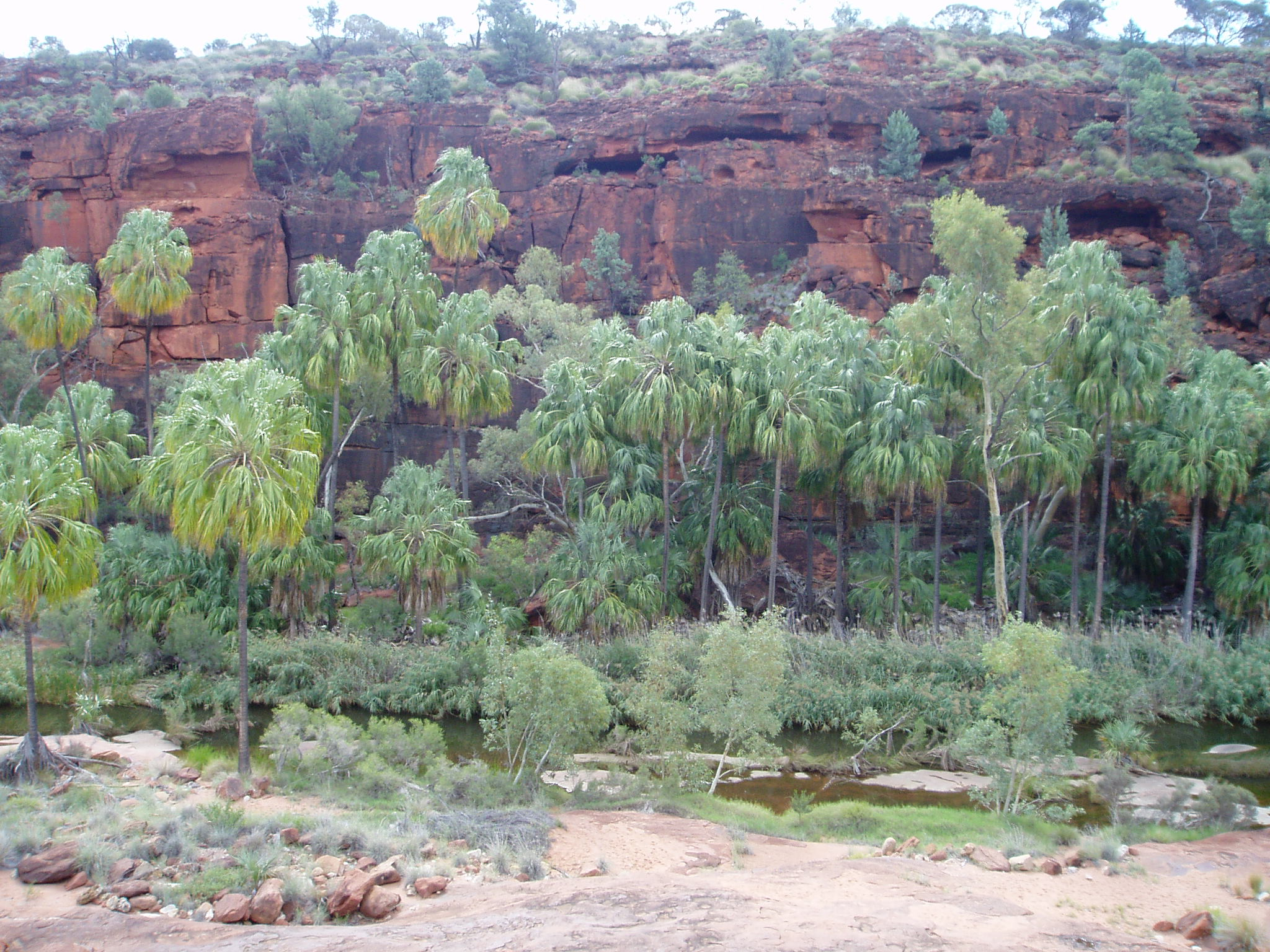
Livistona mariae im Palm Valley, Northern Territory, Australien

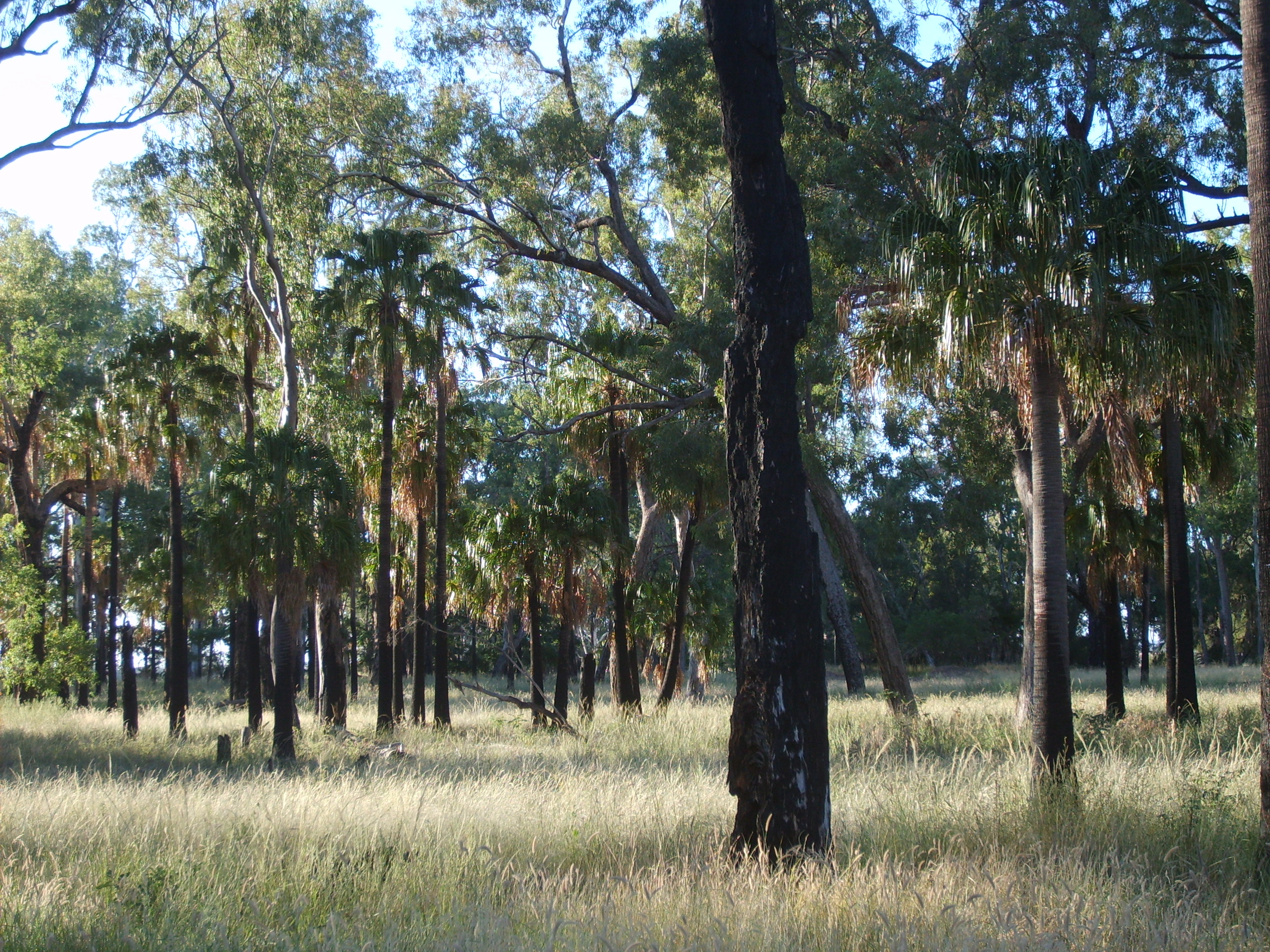
Livistona nitida beim Lake Murphy in Queensland

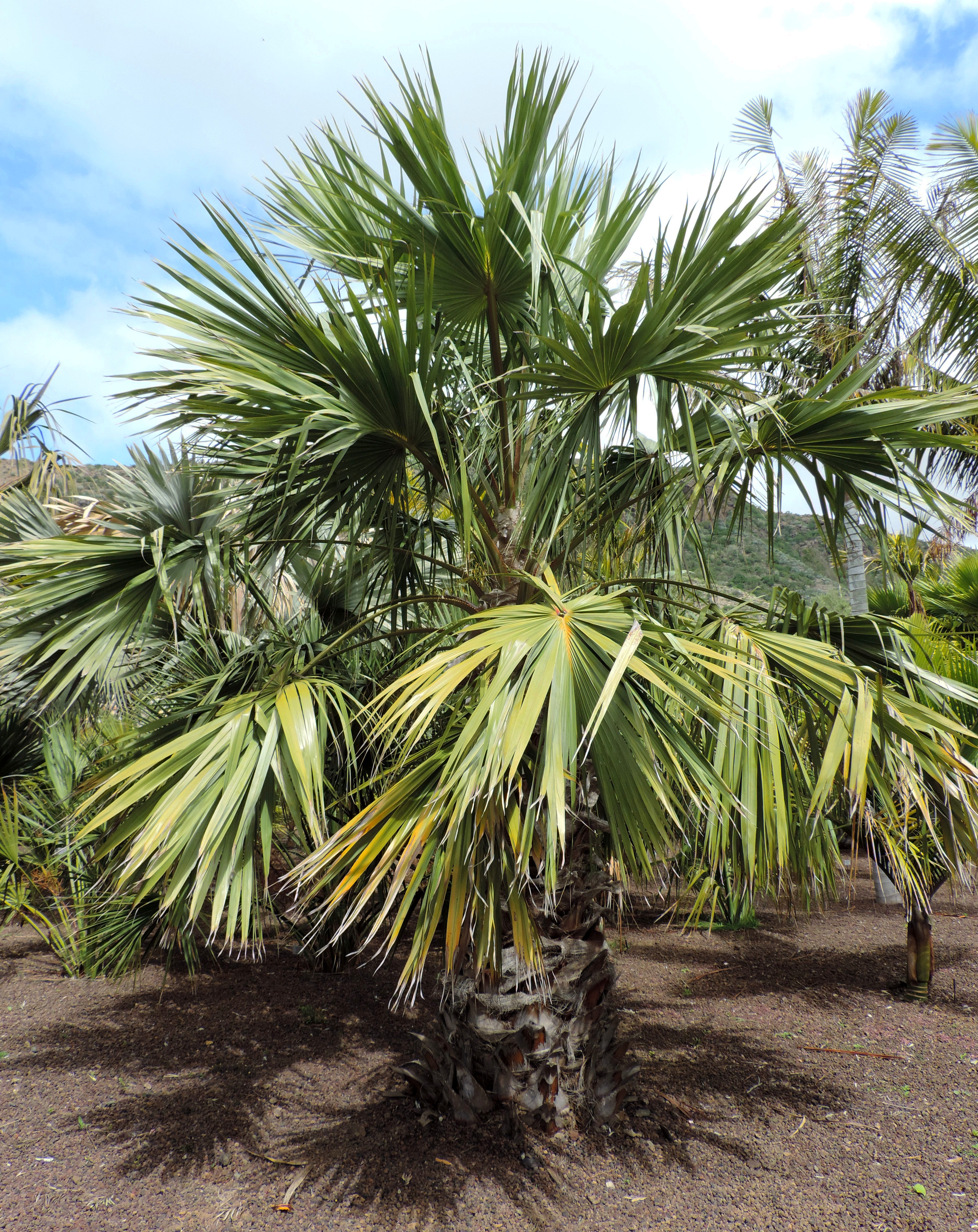
Livistona saribus

## Systematik und Verbreitung

### Taxonomie
Die Gattung Livistona wurde 1810 durch Robert Brown in Prodromus Florae Novae Hollandiae et Insulae van-Diemen Seite 267 aufgestellt. Die Lectotypusart ist Livistona humilis R.Br. Der Gattungsname ehrt den schottischen Adligen und Reisenden Patrick Murray, Baron Livingstone (1632–1671), der in Livingstone westlich von Edinburgh einen Garten auf seinem Besitz angelegt hatte.

### Äußere Systematik und botanische Geschichte
Die Gattung Livistona R.Br. gehört zur Subtribus Livistoninae aus der Tribus Trachycarpeae in der Unterfamilie Coryphoideae innerhalb der Familie Arecaceae. Die Verwandtschaftsverhältnisse innerhalb der Tribus Trachycarpeae wurden lange kontrovers diskutiert.
Um eine monophyletische Gattung Livistona zu erhalten, wurden mehrere Arten 2011 von C. D. Bacon und W. J. Baker in die reaktivierte Gattung Saribus Blume (Syn.: Pritchardiopsis Becc.) gestellt:
- Livistona brevifolia Dowe & Mogea → Saribus brevifolius (Dowe & Mogea) Bacon & W.J.Baker
- Livistona chocolatina Dowe → Saribus chocolatinus (Dowe) Bacon & W.J.Baker
- Pritchardiopsis jeanneneyi Becc. → Saribus jeanneneyi (Becc.) Bacon & W.J.Baker
- Livistona merrillii Becc. → Saribus merrillii (Becc.) Bacon & W.J.Baker
- Livistona rotundifolia (Lam.) Mart. → Saribus rotundifolius (Lam.) Blume
- Livistona papuana Becc. → Saribus papuanus (Becc.) Kuntze
- Livistona surru Dowe & Barfod → Saribus surru (Dowe & Barfod) Bacon & W.J.Baker
- Livistona tothur Dowe & Barfod → Saribus tothur (Dowe & Barfod) Bacon & W.J.Baker
- Livistona woodfordii Ridl. → Saribus woodfordii (Ridl.) Bacon & W.J.Baker

### Arten und ihre Verbreitung
Die Nordgrenze der Verbreitung erstreckt sich vom Himalaya bis zu den Ryūkyū-Inseln. Nach Süden umfasst es Indochina und Malesien und reicht bis Neuguinea, den Salomonen und Australien. Eine Art, Livistonia carinensis, kommt am Horn von Afrika und im Jemen vor.
Es gibt seit 2011 nur noch etwa 28 Arten:
- Livistona alfredii F.Muell.: Dieser Endemit kommt nur im nordwestlichen Western Australia vor.[4]
- Livistona australis (R.Br.) Mart.: Sie kommt im östlichen bis südöstlichen Australien vor.[4]
- Livistona benthamii F.M.Bailey: Sie kommt vom südlichen Neuguinea bis ins nördliche Australien vor.[4]
- Livistona boninensis (Becc.) Nakai: Sie kommt nur auf den Ogasawara-Inseln vor.[4]
- Livistona carinensis (Chiov.) J.Dransf. & N.W.Uhl: Sie kommt in Dschibuti, im südlichen Jemen und im nördlichen Somalia vor.[4]
- Livistona chinensis (Jacq.) R.Br. ex Mart.: Sie kommt ursprünglich vom südlichen Japan bis China vor.[4]
- Livistona concinna Dowe & Barfod: Sie kommt nur im nordöstlichen Queensland vor.[4]
- Livistona decora (W.Bull) Dowe (Syn.: Livistona decipiens Becc.): Sie kommt im östlichen Queensland vor.[4]
- Livistona drudei F.Muell. ex Drude: Sie kommt nur im nordöstlichen Queensland vor.[4]
- Livistona eastonii C.A.Gardner: Sie kommt nur im nördliche Western Australia vor.[4]
- Livistona endauensis J.Dransf. & K.M.Wong: Sie kommt auf der Malaiischen Halbinsel vor.[4]
- Livistona exigua J.Dransf.: Sie kommt in Borneo vor.[4]
- Livistona fulva Rodd: Sie kommt in Queensland vor.[4]
- Livistona halongensis T.H.Nguyên & Kiew: Sie kommt im nordöstlichen Vietnam vor.[4]
- Livistona humilis R.Br.: Sie kommt nur im australischen Northern Territory vor.[4]
- Livistona inermis R.Br.: Sie kommt in Australien vom Northern Territory bis Queensland vor.[4]
- Livistona jenkinsiana Griff.: Sie kommt von Bhutan bis Thailand vor.[4]
- Livistona lanuginosa Rodd: Sie kommt nur im nordöstlichen Queensland vor.[4]
- Livistona lorophylla Becc.: Sie kommt vom nördlichen Western Australia bis zum nordwestlichen Northern Territory vor.[4]
- Livistona mariae F.Muell.: Sie kommt nur im südlichen Northern Territory vor.[4]
- Livistona muelleri F.M.Bailey: Sie kommt vom südlichen Neuguinea bis zum nördlichen Queensland vor.[4]
- Livistona nasmophila Dowe & D.L.Jones: Sie kommt nur im nordöstlichen Western Australia vor.[4]
- Livistona nitida Rodd: Sie kommt im östlich-zentralen Queensland vor.[4]
- Livistona rigida Becc.: Sie kommt vom nördlichen Northern Territory bis zum nordwestlichen Queensland vor.[4]
- Livistona saribus (Lour.) Merr. ex A.Chev.: Sie kommt von Indochina bis Malesien vor.[4]
- Livistona speciosa Kurz: Sie kommt vom südlichen China bis zur Malaiischen Halbinsel vor.[4]
- Livistona tahanensis Becc.: Sie kommt auf der Malaiischen Halbinsel vor.[4]
- Livistona victoriae Rodd: Sie kommt vom nordöstlichen Western Australia bis zum nordwestlichen Northern Territory vor.[4]

Die in australischen Outbacks endemische Livistona mariae ist genetisch nahezu identisch mit Livistona rigida und erst seit 9000 bis 31.000 Jahren von letzterer genetisch isoliert, was 2012 zu der Vermutung Anlass gab, dass Samen von außerhalb Australiens durch zuwandernde Aborigines nach Australien mitgebracht wurden; es handele sich demnach um eine einzige Art.

## Belege